# Dean’s List
Die Dean’s List (Dekansliste) ist in Deutschland die Bestenliste an Universitäten und Fachhochschulen  der Bachelor- und  Masterstudenten eines jeden Studiengangs.
Ziel der Dean’s List ist es, herausragende Studenten möglichst frühzeitig seitens der Fakultäten zu identifizieren und zu fördern, um sie auf exponierte Tätigkeiten in Forschung, Lehre oder der Wirtschaft optimal vorzubereiten.

## Auswahl
Basierend auf den bisher erbrachten Studienleistungen wird eine normierte Note  – einschließlich der erbrachten Credit Points – errechnet; hierauf aufsetzend werden die besten fünf Prozent der Studierenden des jeweiligen  Fachsemesters ausgezeichnet. Voraussetzung ist, dass der Studienabschluss in Regelstudienzeit erfolgte. Geehrt werden die obersten fünf Prozent der besten Absolventen des jeweiligen Fachsemesters.

## Ursprung
Als Vorbild der Dean’s List in Deutschland dienten entsprechende Bestenlisten in Nordamerika, wo sie eine lange Tradition besitzen; aber insbesondere auch in Australien und England sowie in weiteren Ländern wurde die Dean’s List an Hochschulen eingeführt.